# (134329) Кикн
(134329) Кикн (лат. Cycnos) — троянский астероид Юпитера, двигающийся в точке Лагранжа L5, в 60° позади планеты. Астероид был открыт 16 октября 1977 года голландскими астрономами К. Й. ван Хаутеном, И. ван Хаутен-Груневельд и Томом Герельсом в Паломарской обсерватории и назван в честь одного из персонажей Троянской войны.

Орбита астероида Кикн и его положение в Солнечной системе